# Chili op de Olympische Winterspelen 1992
Tijdens de Olympische Winterspelen van 1992, die in Albertville (Frankrijk) werden gehouden, nam Chili voor de tiende keer deel.

## Deelnemers en resultaten

### Alpineskiën
| Olympiër         | Discipline       | Resultaat | Prestatie                                                                                     |
| ---------------- | ---------------- | --------- | --------------------------------------------------------------------------------------------- |
| Nils Linneberg   | afdaling (m)     | dnf       | opgave                                                                                        |
| Diego Margozzini | reuzenslalom (m) | 55e       | 2.33,32 (+26,34) 1.17,43+1.15,89                                                              |
| Paulo Oppliger   | afdaling (m)     | 35e       | 1.56,30 (+5,93)                                                                               |
| Paulo Oppliger   | super g (m)      | 32e       | 1.16,81 (+3,77)                                                                               |
| Paulo Oppliger   | combinatie (m)   | dq-s1     | diskwalificatie slalom run 1 afdaling: 1.47,74                                                |
| Alexis Racloz    | afdaling (m)     | 40e       | 2.05,61 (+15,24)                                                                              |
| Alexis Racloz    | super g (m)      | 64e       | 1.23,26 (+10,22)                                                                              |
| Alexis Racloz    | reuzenslalom (m) | 49e       | 2.29,27 (+22,29) 1.16,50+1.12,77                                                              |
| Alexis Racloz    | combinatie (m)   | 34e       | 235,31 p. (+220,73) afdaling: 92,25 p. (1.54,02) slalom: 143,06 p. (2.06,40: 1.03,49+1.02,91) |
| Mauricio Rotella | super g (m)      | 59e       | 1.22,30 (+9,26)                                                                               |
| Mauricio Rotella | reuzenslalom (m) | 51e       | 2.30,44 (+23,46) 1.15,92+1.14,52                                                              |
| Mauricio Rotella | combinatie (m)   | dnf-s1    | opgave slalom run 1 afdaling: 1.54,88                                                         |

Algerije · Amerikaanse Maagdeneilanden · Andorra · Argentinië · Australië · België · Bermuda · Bolivia · Brazilië · Bulgarije · Canada · Chili · China · Chinees Taipei · Costa Rica · Cyprus · Denemarken · Duitsland · Estland · Filipijnen · Finland · Frankrijk · Gezamenlijk team · Griekenland · Groot-Brittannië · Honduras · Hongarije · Ierland · IJsland · India · Italië · Jamaica · Japan · Joegoslavië · Kroatië · Letland · Libanon · Liechtenstein · Litouwen · Luxemburg · Marokko · Mexico · Monaco · Mongolië · Nederland · Nederlandse Antillen · Nieuw-Zeeland · Noord-Korea · Noorwegen · Oostenrijk · Polen · Puerto Rico · Roemenië · San Marino · Senegal · Slovenië · Spanje · Swaziland · Tsjecho-Slowakije · Turkije · Verenigde Staten · Zuid-Korea · Zweden · Zwitserland